# Греко-иберский алфавит

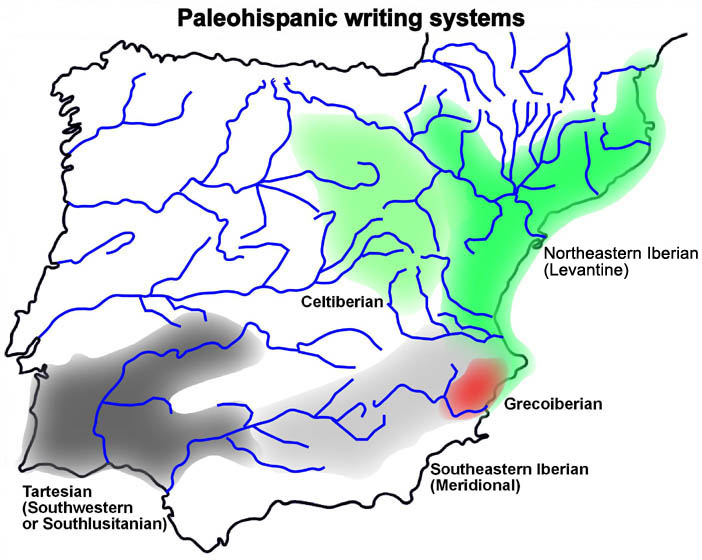
Распространение палеоиспанских письменностей

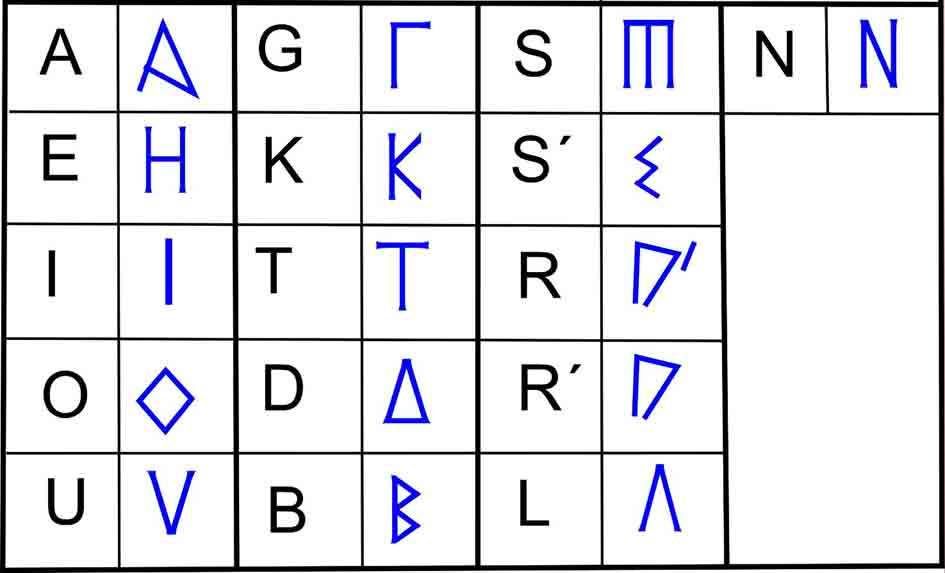
Греко-иберский алфавит

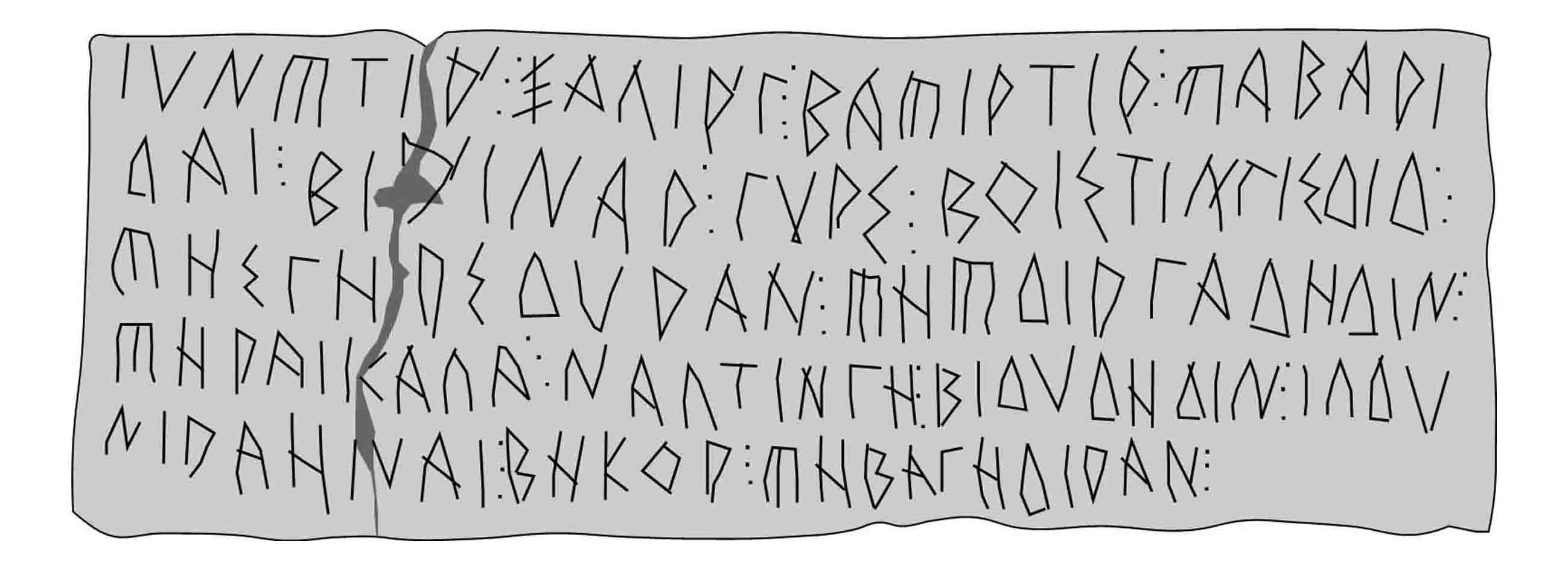
Свинцовая пластинка из Ла-Серреты (Алькой).

Греко-иберский алфавит представлял собой адаптацию ионийской разновидности греческого алфавита к специфике иберского языка. Не входит в группу палеоиспанских письменностей, также использовавшихся для иберского языка, однако имеющих совершенно иное происхождение и носивших смешанный характер (частично слоговые, частично алфавитные). В отличие от них, греко-иберское письмо было чисто алфавитной письменностью.
Надписи греко-иберским алфавитом обнаружены в основном в Аликанте и Мурсии. Направление письма — слева направо. Количество известных надписей греко-иберским письмом невелико: не более двух с половиной десятков надписей на керамике и около десятка свинцовых пластинок, среди них достаточно длинные — пластинка из Ла-Серреты (Алькой, Аликанте) и свинцовая пластинка из Эль-Сигарралехо (Мула, Мурсия). Археологический контекст греко-иберских надписей в основном связан с IV в. до н. э., однако палеографические характеристики указывают на то, что письменность могла возникнуть в V в. до н. э.
Греко-иберский алфавит содержит 16 знаков, идентичных греческим, за исключением знака, соответствующего второму ротическому: пять гласных, только один назальный, один латеральный, два сибилянта, два ротических, три звонких окклюзивных (лабиальный, дентальный и велярный), но только по одному глухому окклюзивному (дентальный и велярный). Для передачи второго ротического к букве «ро» добавлен дополнительный штрих. Для передачи звука «e» вместо буквы «эта» выбран «эпсилон». Для второго сибилянта выбран знак «сампи».